# Oevervliegen
De oevervliegen (Ephydridae) zijn een familie uit de orde van de tweevleugeligen (Diptera), onderorde vliegen (Brachycera). Wereldwijd omvat deze familie zo'n 128 genera en 1994 soorten. Het zijn kleine vliegjes die zich ophouden in de buurt van water, langs kusten of aan de oevers van binnenwateren.
Helaeomyia petrolei is de enige bekende insectensoort waarvan de larven zich in aardolie kunnen ontwikkelen.
Scatella stagnalis komt veel voor in Europa en is een plaaginsect in broeikassen.

## Taxonomie
De volgende taxa worden bij de familie ingedeeld:
- Geslacht Acanthonotiphila Lamb, 1912
- Geslacht Achaetorisa Papp, 1980
- Geslacht Afrolimna Cogan, 1968
- Geslacht Austrocoenia Wirth, 1970
- Geslacht Beckeriella Williston, 1897
- Geslacht Blepharotarsus Macquart, 1843
- Geslacht Cerobothrium Frey, 1958
- Geslacht Keratocera Robineau-Desvoidy, 1830
- Onderfamilie Discomyzinae
  - Tribus Discomyzini
    - Geslacht Actocetor Becker, 1903
    - Geslacht Clasiopella Hendel, 1914
    - Geslacht Discomyza Meigen, 1830
    - Geslacht Hostis Cresson, 1945

  - Tribus Psilopini
    - Geslacht Ceropsilopa Cresson, 1917
    - Geslacht Clanoneurum Becker, 1903
    - Geslacht Cnestrum Becker, 1896
    - Geslacht Cressonomyia
    - Geslacht Guttipsilopa
    - Geslacht Helaeomyia
    - Geslacht Leptopsilopa Cresson, 1922
    - Geslacht Paratissa
    - Geslacht Psilopa Fallén, 1823
    - Geslacht Rhysophora
    - Geslacht Scoliocephalus Becker, 1903
    - Geslacht Trimerina Macquart, 1835
    - Geslacht Trimerinoides
- Onderfamilie Ephydrinae
  - Tribus Dagini
    - Geslacht Brachydeutera Loew, 1862
    - Geslacht Dagus Cresson, 1935
    - Geslacht Sinops Zhang, Yang & Mathis, 2005

  - Tribus Ephydrini
    - Geslacht Calocoenia Mathis, 1975
    - Geslacht Cirrula Cresson, 1915
    - Geslacht Coenia Robineau-Desvoidy, 1830
    - Geslacht Dimecoenia Cresson, 1916
    - Geslacht Ephydra Fallén, 1810
    - Geslacht Ephydrella Tonnoir & Malloch, 1926
    - Geslacht Halmopota Haliday, 1856
    - Geslacht Paracoenia Cresson, 1935
    - Geslacht Setacera Cresson, 1930

  - Tribus Parydrini
    - Geslacht Callinapaea
    - Geslacht Eutaenionotum Oldenberg, 1923
    - Geslacht Parydra Stenhammar, 1844
    - Geslacht Rhinonapaea

  - Tribus Scatellini
    - Geslacht Amalopteryx Eaton, 1875
    - Geslacht Apulvillus Malloch, 1934
    - Geslacht Haloscatella Mathis, 1979
    - Geslacht Lamproscatella Hendel, 1917
    - Geslacht Limnellia Malloch, 1925
    - Geslacht Philotelma Becker, 1896
    - Geslacht Scatella Robineau-Desvoidy, 1830
    - Geslacht Scatophila Becker, 1896
    - Geslacht Teichomyza Macquart, 1835
    - Geslacht Thinoscatella Mathis, 1979
- Onderfamilie Gymnomyzinae
  - Tribus Discocerinini
    - Geslacht Diclasiopa Hendel, 1917
    - Geslacht Discocerina Macquart, 1835
    - Geslacht Ditrichophora Cresson, 1924
    - Geslacht Gymnoclasiopa Hendel, 1930
    - Geslacht Hecamedoides Hendel, 1917
    - Geslacht Lamproclasiopa Hendel, 1933
    - Geslacht Orasiopa Zatwarnicki & Mathis, 2001
    - Geslacht Polytrichophora Cresson, 1929

  - Tribus Gymnomyzini
    - Geslacht Athyroglossa Loew, 1860
    - Geslacht Chaetomosillus Hendel, 1934
    - Geslacht Chlorichaeta Becker, 1922
    - Geslacht Gymnopiella Cresson, 1945
    - Geslacht Mosillus Latreille, 1804
    - Geslacht Placopsidella Kertész, 1901
    - Geslacht Stratiothyrea De Meijere, 1913
    - Geslacht Trimerogastra Hendel, 1914

  - Tribus Hecamedini Mathis, 1991[2]
    - Geslacht Allotrichoma Becker, 1896
      - Ondergeslacht  A. (Allotrichoma) Becker
        - =  A. (Epiphasis) Becker, 1907

      - Ondergeslacht  A. (Neotrichoma)
      - Ondergeslacht  A. (Pseudohecamede) Hendel

    - Geslacht Diphuia Cresson, 1944
    - Geslacht Elephantinosoma Becker, 1903
    - Geslacht Eremotrichoma Soikia
    - Geslacht Hecamede Haliday, 1837
      - Ondergeslacht H. (Hecamede) Haliday
      - Ondergeslacht H. (Soikia) Canzoneri & Meneghini

  - Tribus Lipochaetini
    - Geslacht Glenanthe Haliday, 1839
    - Geslacht Homalometopus Becker, 1903

  - Tribus Ochtherini
    - Geslacht Ochthera Latreille, 1802
- Onderfamilie Hydrelliinae
  - Tribus Atissini
    - Geslacht Asmeringa Becker, 1903
    - Geslacht Atissa Haliday in Curtis, 1837
    - Geslacht Ptilomyia Coquillet, 1900
    - Geslacht Schema Becker, 1907
    - Geslacht Subpelignus Papp, 1983

  - Tribus Dryxini
    - Geslacht Dryxo Robineau-Desvoidy, 1830
    - Geslacht Paralimna Loew, 1862

  - Tribus Hydrelliini
    - Geslacht Cavatorella Deonier, 1995
    - Geslacht Hydrellia Robineau-Desvoidy, 1830
    - Geslacht Lemnaphila Cresson, 1933

  - Tribus Notiphilini
    - Geslacht Agrolimna Cresson, 1917
    - Geslacht Dichaeta Meigen, 1830
    - Geslacht Notiphila Fallén, 1810

  - Tribus Typopsilopini
    - Geslacht Eleleides Cresson, 1948
    - Geslacht Typopsilopa Cresson, 1916
- Onderfamilie Ilytheinae
  - Tribus Hyadinini
    - Geslacht Axysta Haliday, 1839
    - Geslacht Hyadina Haliday in Curtis, 1837
    - Geslacht Lytogaster Becker, 1896
    - Geslacht Parydroptera Collin, 1913
    - Geslacht Pelina Haliday in Curtis, 1837
    - Geslacht Philygria Stenhammar, 1844

  - Tribus Ilytheini
    - Geslacht Ilythea Haliday, 1839
    - Geslacht Zeros Cresson, 1943

  - Tribus Philygriini
    - Geslacht Nostima Coquillett, 1900
- Onderfamilie Parydrinae
  - Tribus Gastropsini
    - Geslacht Gastrops
- Onderfamilie Psilopinae
  - Geslacht Cerometopum Cresson, 191

### Geslachten
De volgende geslachten zijn nog niet in de voorgaande taxonomische indeling ondergebracht
- Diedrops
- Donaceus
- Eremomusca
- Facitrichophora
- Galaterina
- Garifuna
- Hoploaegis
- Hydrochasma
- Isgamera
- Karema
- Lipochaeta
- Microlytogaster
- Neoephydra
- Notiocoenia
- Omyxa
- Papuama
- Paraephydra
- Paraglenanthe
- Parahyadina
- Pectinifer
- Pelignellus
- Pelinoides
- Peltopsilopa
- Philippinocesa
- Physemops
- Platygymnopa
- Pseudohyadina
- Pseudopelina
- Psilephydra
- Psilopoidea
- Rhynchopsilopa
- Risa
- Saphaea
- Scotimyza
- Tauromima
- Tronamyia
- Trypetomima

## In Nederland waargenomen soorten
- Genus: Allotrichoma
  - Allotrichoma simplex
- Genus: Athyroglossa
  - Athyroglossa flaviventris
  - Athyroglossa glabra
  - Athyroglossa ordinata
- Genus: Atissa
  - Atissa limosina
  - Atissa pygmaea
- Genus: Axysta
  - Axysta cesta
  - Axysta clausseni
- Genus: Coenia
  - Coenia curvicauda
  - Coenia palustris
- Genus: Diasemocera
  - Diasemocera glabricula
  - Diasemocera leucostoma
  - Diasemocera marginella
  - Diasemocera nana
  - Diasemocera roederi
- Genus: Dichaeta
  - Dichaeta caudata
- Genus: Diclasiopa
  - Diclasiopa lacteipennis
- Genus: Discocerina
  - Discocerina obscurella
- Genus: Discomyza
  - Discomyza incurva
- Genus: Ditrichiphora
  - Ditrichiphora amoena
- Genus: Ditrichophora
  - Ditrichophora calceata
  - Ditrichophora fuscella
  - Ditrichophora palliditarsis
- Genus: Ephydra
  - Ephydra macellaria
  - Ephydra riparia
  - Ephydra scholtzi
- Genus: Glenanthe
  - Glenanthe fuscinervis
  - Glenanthe ripicola
- Genus: Gymnoclasiopa
  - Gymnoclasiopa aulisioi
  - Gymnoclasiopa cinerella
  - Gymnoclasiopa nigerrima
  - Gymnoclasiopa plumosa
- Genus: Haloscatella
  - Haloscatella dichaeta
- Genus: Hecamede
  - Hecamede albicans
- Genus: Hecamedoides
  - Hecamedoides glaucellus
- Genus: Hyadina
  - Hyadina guttata
  - Hyadina humeralis
  - Hyadina rufipes
  - Hyadina scutellata
  - Hyadina vockerothi
- Genus: Hydrellia
  - Hydrellia albifrons
  - Hydrellia albilabris
  - Hydrellia argyrogenis
  - Hydrellia cardamines
  - Hydrellia cochleariae
  - Hydrellia concolor
  - Hydrellia fascitibia
  - Hydrellia flaviceps
  - Hydrellia flavicornis
  - Hydrellia fulviceps
  - Hydrellia fusca
  - Hydrellia griseola - (Graanmineervlieg)
  - Hydrellia ischiaca
  - Hydrellia maculiventris
  - Hydrellia maura
  - Hydrellia mutata
  - Hydrellia nigricans
  - Hydrellia nigriceps
  - Hydrellia obscura
  - Hydrellia parafrontosa
  - Hydrellia porphyrops
  - Hydrellia ranunculi
  - Hydrellia stratiotae
  - Hydrellia subalbiceps
  - Hydrellia tarsata
  - Hydrellia thoracica
- Genus: Ilythea
  - Ilythea spilota
- Genus: Lamproscatella
  - Lamproscatella sibilans
- Genus: Limnellia
  - Limnellia fallax
  - Limnellia quadrata
  - Limnellia stenhammari
- Genus: Lytogaster
  - Lytogaster abdominalis
- Genus: Mosillus
  - Mosillus subsultans
- Genus: Nostima
  - Nostima picta
  - Nostima semialata
- Genus: Notiphila
  - Notiphila annulipes
  - Notiphila aquatica
  - Notiphila brunipes
  - Notiphila cinerea
  - Notiphila dorsata
  - Notiphila graecula
  - Notiphila guttiventris
  - Notiphila maculata
  - Notiphila nigricornis
  - Notiphila nubila
  - Notiphila riparia
  - Notiphila stagnicola
  - Notiphila uliginosa
  - Notiphila venusta
- Genus: Ochthera
  - Ochthera manicata
  - Ochthera mantis
- Genus: Paracoenia
  - Paracoenia fumosa
- Genus: Parydra
  - Parydra aquila
  - Parydra coarctata
  - Parydra fossarum
  - Parydra hecate
  - Parydra littoralis
  - Parydra nubecula
  - Parydra pubera
  - Parydra pusilla
  - Parydra quadripunctata
- Genus: Parydroptera
  - Parydroptera discomyzina
- Genus: Pelina
  - Pelina aenea
  - Pelina aenescens
  - Pelina similis
  - Pelina subpunctata
- Genus: Philotelma
  - Philotelma defecta
  - Philotelma nigripenne
  - Philotelma parva
- Genus: Philygria
  - Philygria femorata
  - Philygria flavipes
  - Philygria interrupta
  - Philygria interstincta
  - Philygria punctatonervosa
  - Philygria stictica
  - Philygria vittipennis
- Genus: Polytrichophora
  - Polytrichophora duplosetosa
- Genus: Psilopa
  - Psilopa compta
  - Psilopa nitidula
  - Psilopa polita
- Genus: Scatella
  - Scatella ciliata
  - Scatella lacustris
  - Scatella lutosa
  - Scatella paludum
  - Scatella silacea
  - Scatella stagnalis
  - Scatella subguttata
- Genus: Scatophila
  - Scatophila caviceps
  - Scatophila cribrata
  - Scatophila despecta
  - Scatophila mesogramma
  - Scatophila noctula
  - Scatophila quadriguttata
  - Scatophila signata
  - Scatophila unicornis
- Genus: Schema
  - Schema durrenbergensis
- Genus: Setacera
  - Setacera aurata
  - Setacera breviventris
  - Setacera micans
- Genus: Teichomyza
  - Teichomyza fusca
- Genus: Trimerina
  - Trimerina madizans